# Liste der französischen Meister im Skeleton
Die Liste der französischen Meister im Skeleton umfasst alle Sportler, die sich bei den nationalen Meisterschaften Frankreichs im Skeleton auf den ersten drei Rängen platzieren konnten.

## Platzierungen
Sowohl bei den Herren als auch bei den Damen liegen nicht alle Angaben vor.

### Einer der Männer
| Jahr | Ort       | Meister              | Vize                 | Dritter              |
| ---- | --------- | -------------------- | -------------------- | -------------------- |
| 1997 | La Plagne |                      |                      | Philippe Cavoret     |
| 1998 | La Plagne |                      | Philippe Cavoret     |                      |
| 1999 | La Plagne | Philippe Cavoret     |                      |                      |
| 2000 | La Plagne | Philippe Cavoret     | Stéphane Gonthier    | Eric Perrière        |
| 2002 | La Plagne | Philippe Cavoret     | Stéphane Gonthier    | Grégory Saint-Géniès |
| 2003 | La Plagne | Philippe Cavoret     |                      |                      |
| 2004 | La Plagne | Philippe Cavoret     |                      |                      |
| 2006 | La Plagne | Philippe Cavoret     | Grégory Saint-Géniès |                      |
| 2007 | La Plagne | Grégory Saint-Géniès | Philippe Cavoret     |                      |

### Einer der Frauen
| Jahr | Ort       | Meister        | Vize       | Dritter |
| ---- | --------- | -------------- | ---------- | ------- |
| 2000 | La Plagne | Conny Simmchen | Anne Semay |         |